# 陈国庆 (滑稽戏演员)
陈国庆（1953年10月1日—）昵称「阿庆」，上海人，中国滑稽戏演员，海派笑星，擅长扮演小人物。中国曲艺家协会会员、上海市曲艺家协会理事、上海演艺工作者联合会理事、中国民主建国会会员。

## 生平

### 早年生涯
陈国庆1971年插队崇明县，三年后上调到长江航运公司上海分公司客轮上跑航线，此后又担任过上海橡胶制品研究所做检验员。工作闲暇之余，酷爱滑稽表演的陈国庆参加静安区工人俱乐部的滑稽戏活动，在大世界等各类演出场子跑场，并得到了同为滑稽演员的兄长陈惠良和恩师龚一飞指点，1980年代初考入上海青年滑稽剧团，但一直不温不火、默默无闻。直到1998年，45岁的陈国庆才得到了出演电视情景剧主角的机会，凭借上海有线电视台有线5台播出的百集都市凡人系列短剧《阿木林》的男主角，知名度逐步提高。

### 出道成名
2000年，《阿木林》停拍。2002年，当时已播出7年并出现收视率下滑的上海滑稽情景喜剧《老娘舅》进行改版，尝试拍《老娘舅的儿孙们》，剧组找到了陈国庆。陈国庆在剧中扮演了珍珠奶茶铺老板阿庆，其幽默出彩的滑稽形象，在观众中广受欢迎，剧中的口头禅「珍珠奶茶真好喝」成为一句上海妇孺皆知的流行语，阿庆角色的加入使《老娘舅》依旧保持了8%的收视率，且赢得了不少年轻观众这一年陈国庆也以人才引进的形式进入了上海滑稽剧团。在《老娘舅和儿孙们》一剧中陈国庆还与成名已久的滑稽演员毛猛达、滑稽泰斗姚慕双之子姚祺儿搭档，真正成了剧组中的「铁三角」。2008年底，“老娘舅”情景喜剧剧终，多年的“老娘舅”生涯使得陈国庆的知名度大增，成为上海家喻户晓的笑星，滑稽界的中坚力量。
2006年底，讲故事形式的节目开始流行起来。上海东方电视台开办了一档名为《阿庆讲故事》的节目，善于刻画小人物形象的陈国庆身上有一种真实的、令老百姓信服的元素，使他顺利成为了该栏目的主持人。这一档栏目在2007年获得全国电视栏目剧一等奖。2009年12月被评为国家一级演员。
2010年起至今主持养生类娱乐节目36.7℃明星听诊会。

## 作品

### 滑稽戏作品
陈国庆先后创作和演出50多个小品及独脚戏（例：《滑稽西北风》、《请演员》、《笑星与歌星》），并获得“上海首届滑稽小品大赛优秀演员奖”及上海电视台举办首届滑稽小品大赛二等奖等二十多个奖项。加盟上海青艺滑稽剧团后，先后演出《十字街头》、《119>118》、《请把微笑留下》《无言的结局》、《真假济公》等多部滑稽大戏。

### 影视作品
- 1995年：电影《天涯歌女》饰：小扬州。
- 1997年：二十集电视连续剧《相煎上海滩》饰：李阿狗。
- 1997年：二十集电视连续剧《无法悲伤》饰：李正昌。
- 1998年：四十集电视连续剧《中华大大夫》饰：木村。
- 1998年：二十二集电视连续剧《三毛流浪记》饰：笑半天。
- 1998年：十五集电视连续剧《戏说珍珠塔》饰：陈福。
- 1998年--2000年：阿木林系列小品（280集）饰：阿木林。
- 2000--2001年：《红茶坊》饰：阿灵。
- 2001起： 《老娘舅和儿孙们》、《老娘舅家的邻居们》饰阿庆
- 2004年9月起：主持《百姓戏台》节目，饰“戏迷爷叔”
- 2008年参加上海东方电视台举办的第一届《笑林大会》比赛，当选“上海十大笑星”。
- 2023年首播电视剧《繁花》饰演葛老师